# Howard County (Iowa)
Das Howard County ist ein County im US-Bundesstaat Iowa. Bei der Volkszählung im Jahr 2020 hatte das County 9469 Einwohner und eine Bevölkerungsdichte von 7,7 Einwohnern pro Quadratkilometer. Der Verwaltungssitz (County Seat) ist Cresco.

## Geographie
Das County liegt im Nordosten von Iowa an der Grenze zu Minnesota und hat eine Fläche von 1.227 Quadratkilometern, wovon ein Quadratkilometer Wasserfläche ist. Es grenzt an folgende Nachbarcountys:
| Mower County (Minnesota) | Fillmore County (Minnesota) |                   |
| Mitchell County          |                             | Winneshiek County |
| Floyd County             | Chickasaw County            |                   |

## Geschichte
Das Howard County wurde 1851 aus ehemaligen Teilen des Chickasaw County gebildet. Benannt wurde es nach General Tilghman Howard, einem Kongressabgeordneten aus Indiana.
8 Bauwerke des Countys sind im National Register of Historic Places eingetragen.

## Demografische Daten
Nach der Volkszählung im Jahr 2010 lebten im Howard County 9566 Menschen in 4049 Haushalten. Die Bevölkerungsdichte betrug 7,8 Einwohner pro Quadratkilometer.
Ethnisch betrachtet setzte sich die Bevölkerung zusammen aus 98,1 Prozent Weißen, 0,3 Prozent Afroamerikanern, 0,1 Prozent amerikanischen Ureinwohnern, 0,3 Prozent Asiaten sowie aus anderen ethnischen Gruppen; 0,8 Prozent stammten von zwei oder mehr Ethnien ab. Unabhängig von der ethnischen Zugehörigkeit waren 1,2 Prozent der Bevölkerung spanischer oder lateinamerikanischer Abstammung.
In den 4049 Haushalten lebten statistisch je 2,22 Personen.
25,2 Prozent der Bevölkerung waren unter 18 Jahre alt, 55,5 Prozent waren zwischen 18 und 64 und 19,3 Prozent waren 65 Jahre oder älter. 50,4 Prozent der Bevölkerung war weiblich.

Das jährliche Durchschnittseinkommen eines Haushalts lag bei 42.421 USD. Das Prokopfeinkommen betrug 22.028 USD. 11,6 Prozent der Einwohner lebten unterhalb der Armutsgrenze

## Orte im Howard County
Citys
| - Chester - Cresco - Elma | - Lime Springs - Protivin1 - Riceville2 |

Unincorporated Communitys
| - Bonair - Florenceville - Kendallville - Lourdes | - Saratoga - Schley - Vernon Springs |

1 – teilweise im Chickasaw County

2 – teilweise im Mitchell County

## Gliederung
Das Howard County ist in 12 Townships eingeteilt:
| - Afton Township - Albion Township - Chester Township - Forest City Township | - Howard Township - Howard Center Township - Jamestown Township - New Oregon Township | - Oak Dale Township - Paris Township - Saratoga Township - Vernon Springs Township |